# Hács
Hács is een plaats (község) en gemeente in het Hongaarse comitaat Somogy. Hács telt 419 inwoners (2001).